# Nina Stadler
Nina Stadler (* 11. Oktober 1995) ist eine ehemalige Schweizer Tennisspielerin.

## Karriere
Nina Stadler begann mit fünf Jahren das Tennisspielen und ihr bevorzugter Bodenbelag ist der Hartplatz. Sie gewann bisher auf der ITF Women’s World Tennis Tour ein Turnier im Einzel und zehn Turniere im Doppel.
Ihre besten Weltranglistenpositionen erreichte sie im September 2018 mit Platz 532 im Einzel und im Juni 2018 mit Platz 413 im Doppel.
Im Oktober 2021 bestritt sie ihr letztes Spiel und arbeitet seither als Tennistrainerin.

## Turniersiege

### Einzel
| Nr. | Datum           | Turnier | Kategorie   | Belag | Finalgegnerin | Ergebnis      |
| --- | --------------- | ------- | ----------- | ----- | ------------- | ------------- |
| 1.  | 9. Oktober 2016 | Porto   | ITF $10.000 | Sand  | Inês Murta    | 2:6, 6:2, 6:3 |

### Doppel
| Nr. | Datum              | Turnier                  | Kategorie   | Belag             | Partnerin                | Finalgegnerinnen                         | Ergebnis           |
| --- | ------------------ | ------------------------ | ----------- | ----------------- | ------------------------ | ---------------------------------------- | ------------------ |
| 1.  | 7. März 2013       | Frauenfeld               | ITF $10.000 | Teppich (Halle)   | Kathinka von Deichmann   | Tayisiya Morderger Yana Morderger        | 6:3, 6:4           |
| 2.  | 18. September 2015 | Santa Margherita di Pula | ITF $10.000 | Sand              | Kimberley Zimmermann     | Alice Balducci Camilla Scala             | 6:0, 6:1           |
| 3.  | 6. Februar 2016    | Glasgow                  | ITF $10.000 | Hartplatz (Halle) | Kimberley Zimmermann     | Fatma Al-Nabhani Anna Zaja               | 6:2, 7:67          |
| 4.  | 24. Juni 2017      | Lenzerheide              | ITF $25.000 | Sand              | Amra Sadikovic           | Gabriela Cé Catalina Pella               | 2:6, 6:4, [10:1]   |
| 5.  | 1. September 2017  | Sion                     | ITF $15.000 | Sand              | Naïma Karamoko           | Amandine Cazeaux Claudia Hoste Ferrer    | 3:6, 6:3, [10:8]   |
| 6.  | 29. Juni 2018      | Verbier                  | ITF $15.000 | Sand              | Gabriela Horáčková       | Martina Caregaro Federica Di Sarra       | 7:65, 63:7, [10:7] |
| 7.  | 15. September 2018 | Montemor-o-Novo          | ITF $15.000 | Hartplatz         | Inês Murta               | Francisca Jorge Lúcia Quitério           | 6:1, 6:0           |
| 8.  | 20. Juli 2019      | Imola                    | ITF W25     | Teppich           | Paula Cristina Gonçalves | Rasheeda McAdoo Sandra Samir             | 6:4, 6:2           |
| 9.  | 25. Januar 2020    | Manacor                  | ITF W15     | Hartplatz         | Margot Yerolymos         | Marija Marfutina Camilla Rosatello       | 2:6, 6:3, [10:5]   |
| 10. | 1. Februar 2020    | Manacor                  | ITF W15     | Hartplatz         | Suzan Lamens             | Lucía Cortez Llorca Esther Lopez Alcaraz | 7:63, 6:3          |
| 11. | 7. November 2020   | Iraklio                  | ITF W15     | Sand              | Alica Rusová             | Johana Marková Nika Radišić              | 6:0, 6:4           |
| 12. | 8. Mai 2021        | Ramat haScharon          | ITF W15     | Hartplatz         | Jenny Dürst              | Lina Glushko Shavit Kimchi               | 1:6, 6:4, [10:6]   |
| 13. | 25. September 2021 | Johannesburg             | ITF W25     | Hartplatz         | Jenny Dürst              | Eva Vedder Stéphanie Visscher            | 6:75, 7:5, [11:9]  |